# باول بروك
باول بروك (بالإنجليزية: Paul Brooke)‏ هو ممثل بريطاني، ولد في 22 نوفمبر 1944 بلندن في المملكة المتحدة.

## أعمال

### أفلام
- (1981) من أجل عينيك فقط[1][2][3]
- (1983) عودة الجيداي[4]
- (1989) موسم أبيض جاف
- (2001) مذكرات بريدجيت جونز[5]
- (2004) ألفي[6]
- (2004) شبح الأوبرا[7]
- (2008) على حافة الحب[8]

## وصلات خارجية
- باول بروك على موقع IMDb (الإنجليزية)
- باول بروك على موقع روتن توميتوز (الإنجليزية)
- باول بروك على موقع ألو سيني (الفرنسية)
- باول بروك على موقع ميوزك برينز (الإنجليزية)
- باول بروك على موقع أول موفي (الإنجليزية)
- باول بروك على موقع قاعدة بيانات برودواي على الإنترنت (الإنجليزية)
- باول بروك على موقع قاعدة بيانات الأفلام السويدية (السويدية)
- باول بروك على موقع قاعدة بيانات الفيلم (الإنجليزية)
- باول بروك على موقع كينوبويسك (الروسية)